# I 12 Osservatori
I 12 Osservatori, nella serie televisiva Fringe, sono i primi della loro specie a venire nella nostra epoca, studiandola a fondo e talvolta avendo contatti con gli esseri umani.

## Missione e imprevisti
I primi 12 Osservatori sono stati mandati indietro nel tempo: sono partiti dall'anno 2609 per studiare a fondo la civiltà umana, che li ha preceduti. Portano con loro dei piccoli quaderni degli appunti, dove riportano scrupolosamente i fatti osservati. La loro lingua prevede una scrittura che va da destra a sinistra, alcuni dei caratteri provengono da molte delle lingue antiche. Nell'episodio Agosto, l'omonimo osservatore comunica con Walter attirando la sua attenzione con la molecola dell'azoto scritta sul suo quaderno.

La loro missione, come suggerisce il nome, è quella di osservare gli eventi della storia in quanto scienziati e storici. Spesso appaiono sulle scene del crimine dove investiga la Divisione Fringe, catturando l'attenzione dell'FBI e in modo particolare di Olivia.

### 1985
Nel 1985 uno dei 12 Osservatori, Settembre, interferisce involontariamente con il corso degli eventi: nell'universo alternativo infatti, per far fronte alla malattia di Peter, la versione alternativa di Walter cerca una cura, ma nel momento in cui i test risultano positivi, viene distratto da Settembre (che si trovava lì proprio per osservare quel momento storico importante) che ne impedisce involontariamente la scoperta.

In seguito al rapimento di Peter da parte di Walter, i due cadono nelle acque ghiacciate del Lago Reiden. A Settembre viene chiesto di intervenire nuovamente per correggere il suo errore e salvarli da morte certa. Dopo questo ultimo intervento, Walter è in debito con Settembre e la paura di perdere nuovamente suo figlio lo tormenterà per molto tempo.

### 2010
Nel 2010 avviene il primo vero scontro fra la Divisione Fringe e gli Osservatori. Uno dei 12, Agosto, rapisce una ragazza salvandola da morte certa: il volo dove si sarebbe dovuta imbarcare è infatti precipitato senza lasciare sopravvissuti. La ragazza, tenuta d'occhio da molto tempo dall'Osservatore, doveva però morire nell'incidente aereo e per rimediare all'errore, gli altri Osservatori mandano un sicario a giustiziarla. Agosto la protegge rimanendo volutamente ucciso durante lo scontro a fuoco, rendendola importante perché causa della morte di uno degli Osservatori. Da questo momento si parla degli 11 Osservatori.

### 2011
Gli Osservatori, eccetto Settembre, concordano sull'eliminazione di Peter che è servito al suo scopo e quindi può essere eliminato. In seguito al ritorno di Peter, Settembre fa tutto ciò che è in suo potere per non farlo ricancellare dai suoi compagni.

### Cause degli incidenti e delle trasgressioni
La principale causa degli incidenti riportati durante la missione sono causati da un'"umanizzazione" dei 12 Osservatori. Dicembre nell'episodio Nemico del Destino rivela che non erano solo Settembre ed Agosto a provare sentimenti ed un senso di empatia verso alcuni esseri umani, ma tutti e 12 gli Osservatori. In comune accordo, decisero di non parlare più dell'argomento, evitando che altri Osservatori venissero a conoscenza di questo evento anomalo per gli Osservatori. Questi sentimenti, che li rendono delle anomalie per la loro razza, hanno avuto conseguenze disastrose quando l'Osservatore in questione non controlla i propri "sentimenti" e interferisce con il diretto interessato.

Questo fenomeno però non è solito solo dei 12: nel 2036 infatti anche il Comandante Windmark ha un effetto simile. Perseguitando Olivia e i suoi compagni, anche lui ha sviluppato un sentimento opposto a quello sviluppato da Agosto e Settembre: l'odio.
I 12 Osservatori hanno dei nomi in codice, ad ognuno corrisponde uno dei 12 mesi dell'anno, ma non conosciamo tutti i componenti del team.

## Settembre

### 1985
Settembre è il primo dei 12 Osservatori conosciuto, all'inizio si pensava che fosse l'unico osservatore. Ha osservato la famiglia Bishop, causando però gravi danni nel 1985 prima distraendo il Walter alternativo, in seguito salvando Walter e Peter dai ghiacci del Lago Reiden.

### 2011
Nel 2011 causa un'ulteriore catastrofe contribuendo al ritorno di Peter e rivelandogli molto della sua natura fino a farlo entrare nella sua mente.

### 2015
Nel 2015, sotto il nome in codice di Donald, Settembre idea con Walter il piano per sconfiggere gli Osservatori, ma in seguito alla scomparsa della Divisione Fringe, viene catturato dagli Osservatori che lo usano come cavia per esperimenti sulla regressione biologica controllata. Settembre diventa un comune umano, perdendo tutti i poteri dei quali era dotato un normale Osservatore.

### 2036
Nel 2036, con il ritrovamento della Divisione Fringe nell'ambra e di Michael, attua con Walter il piano progettato, facendo anche visita a Dicembre. Nel momento cruciale però, ad un passo dalla riuscita del piano, Settembre viene colpito durante uno scontro e muore ai piedi del figlio.

## Dicembre

### 1985-2011
Dicembre è il capo della divisione di scienziati. In qualità di leader prende gran parte delle decisioni del gruppo, fra cui salvare Peter nel 1985 e cancellarlo nel 2011. Ha con sé un dispositivo dove cataloga e archivia tutte le azioni e le osservazioni compiute da lui e dai suoi compagni nelle varie ere.

### 2036
Nell'episodio della quinta stagione L'isola della Libertà, Settembre va a fare visita a casa di Dicembre chiedendogli un favore: recuperare delle tecnologie dal 2609. L'Osservatore accetta, sorpreso di vedere ancora vivo il vecchio compagno. In seguito però, Olivia e Astrid scoprono che è stato impiccato nel suo appartamento da dei lealisti dopo un combattimento.

## Agosto
All'Osservatore Agosto è stato dedicato l'episodio omonimo nella seconda stagione, dove viene raccontato uno degli ultimi atti imprevisti dalla missione iniziale. Agosto, osservando la tragica vita di una ragazza fin dalla tenera età, si affeziona a lei e quando deve partire su un volo aereo destinato a schiantarsi, la rapisce salvandole la vita. Modificando in modo irreversibile il corso degli eventi, gli altri Osservatori mandano un sicario per giustiziare la ragazza che doveva morire. Agosto però si oppone al volere dei suoi compagni ed escogita un modo per salvarla: si fa colpire volontariamente dal sicario. In questo modo ha reso la ragazza importante, rendendola colpevole della morte di uno dei 12, e quindi non sacrificabile.

## Altri componenti

### Luglio
L'Osservatore Luglio appare solo nelle puntate Agosto nella seconda stagione e La fine di tutto nella quarta. In entrambe partecipa alle discussioni sul da farsi in seguito alle trasgressioni avvenute nel 2010 e nel 2011.

### Marzo
Marzo appare in due episodi della quarta stagione: La fine di tutto e Per diventare angeli. Nel primo partecipa ad un'accesa discussione insieme ai suoi colleghi, come Luglio. Nel secondo va a recuperare, insieme a Dicembre, un loro dispositivo finito per sbaglio nelle mani di un umano della realtà alternativa.

### Bambino senza nome
Nell'episodio Empatia nella prima stagione, viene presentato un misterioso bambino interpretato da Spencer List che viene ritrovato in un luogo chiuso da anni senza né un'entrata né un'uscita.
Durante l'episodio i protagonisti tentano di comprendere come il bambino sia finito lì dentro, ma falliscono. Il bambino possiede tutte le abilità degli osservatori e quasi sicuramente ne fa parte, infatti alla fine dell'episodio incentrato su di lui, scambia un intenso sguardo d'intesa con Settembre.

### Raffigurazioni di Brandon
Sempre nell'episodio della seconda stagione Agosto, lo scienziato della Massive Dynamic Brandon Fayette, spiega a Peter e Olivia tutto ciò che sa sugli Osservatori, mostrandogli foto e dipinti del Massacro di Boston del 1770, l'esecuzione di Maria Antonietta durante la Rivoluzione francese e l'attentato al Francesco Ferdinando a Sarajevo nel 1914. Nelle prime due rappresentazioni si tratta dell'Osservatore Febbraio, nella terza di Ottobre.